# Copelatus andobonicus
Copelatus andobonicus är en skalbaggsart som beskrevs av Guignot 1960. Copelatus andobonicus ingår i släktet Copelatus och familjen dykare. Inga underarter finns listade i Catalogue of Life.